# Thunder Force (серия игр)
Thunder Force (также Thunderforce, японское название サンダーフォース) — серия видеоигр в жанре скролл-шутера, разработанная компанией Technosoft
Первая игра серии была выпущена на японском домашнем компьютере Sharp X1 в 1983 году. Последующие игры серии выходили на различных домашних системах. Основную популярность серия получила за счёт версий для игровой консоли Sega Mega Drive. В них также стала использоваться концепция горизонтального скролл-шутера, в отличие от первых двух частей серии, где использовался вид сверху и прокрутка во все стороны.

## Игры серии
- Thunder Force (1983)
- Thunder Force II (1988)
- Thunder Force II MD (Sega Genesis) (1989) — порт Thunder Force II
- Thunder Force III (Sega Genesis) (1990)
- Thunder Force AC (аркадный автомат) (1990) — версия Thunder Force III для игрового автомата
- Thunder Spirits (Super Nintendo) (1991) — порт Thunder Force AC
- Thunder Force IV (Sega Genesis) (1992) — также известна под названием Lightening Force: Quest for the Darkstar
- Thunder Force Gold Pack 1 (Sega Saturn) (1996) — сборник из Thunder Force II и Thunder Force III.
- Thunder Force Gold Pack 2 (Sega Saturn) (1996) — сборник из Thunder Force IV и Thunder Force AC.
- Thunder Force V (Sega Saturn) (1997)
- Thunder Force V: Perfect System (Playstation) (1998) — порт Thunder Force V[1]
- Thunder Force VI (Playstation 2) (2008)